# 쿠도 시즈카
쿠도 시즈카(일본어: 工藤 静香 구도 시즈카[*], 1970년 4월 14일~)는 일본의 가수, 배우이다. 남편은 기무라 타쿠야이다. 도쿄도 니시타마군에서 태어났다. 딸이 2명이 있다.